# Episodi di Curb Your Enthusiasm (seconda stagione)
La seconda stagione della serie televisiva Curb Your Enthusiasm è stata trasmessa in prima visione negli Stati Uniti dal 23 settembre al 25 novembre 2001 su HBO.
In Italia la stagione è andata in onda su Jimmy.
| nº | Titolo originale    | Titolo italiano          | Prima TV USA      | Prima TV Italia |
| -- | ------------------- | ------------------------ | ----------------- | --------------- |
| 1  | The Car Salesman    | Il sogno infranto        | 23 settembre 2001 |                 |
| 2  | Thor                | Scambio di favori        | 30 settembre 2001 |                 |
| 3  | Trick or Treat      | Buon compleanno, Cheryl! | 7 ottobre 2001    |                 |
| 4  | The Shrimp Incident | Partita a poker          | 14 ottobre 2001   |                 |
| 5  | The Thong           | Il perizoma              | 21 ottobre 2001   |                 |
| 6  | The Acupuncturist   | La scommessa             | 28 ottobre 2001   |                 |
| 7  | The Doll            | La bambola               | 4 novembre 2001   |                 |
| 8  | Shaq                | Attento alle gambe       | 11 novembre 2001  |                 |
| 9  | The Baptism         | Un matrimonio mancato    | 18 novembre 2001  |                 |
| 10 | The Massage         | La massaggiatrice        | 25 novembre 2001  |                 |